# Gruppenumschaltung
Die Gruppenumschaltung bewirkt auf Eingabetastaturen für Computer und Textverarbeitungsgeräten, dass eine gleichzeitige oder folgende Betätigung einer Taste die Eingabe eines Zeichens aus der „sekundären Gruppe“ bewirkt. Dies betrifft Tastaturbelegungen, bei denen nicht alle Zeichen nur direkt, mit Hilfe der Umschalttaste oder mit Hilfe der Drittebenenwahltaste (Alt-Gr-Taste) eingegeben werden können.
Die internationale Norm ISO/IEC 9995-2:2009 empfiehlt hierzu eine mit dem Symbol ⇨ gekennzeichnete, rechts neben der Drittebenenwahltaste (Alt Gr-Taste) angeordnete eigene „Gruppenumschalttaste“. Diese Taste wird im Gegensatz zur Umschalttaste nicht gleichzeitig mit der Taste für das einzugebende Zeichen betätigt, sondern – wie eine Tottaste – betätigt und losgelassen, bevor die gewählte Zeichentaste betätigt wird.
Sofern diese Taste nicht vorhanden ist, sieht o. g. Norm die Tastenkombination Alt Gr+⇧ (Umschalttaste) vor. Auch hier gilt, dass diese Tastenkombination loszulassen ist, bevor die gewählte Zeichentaste betätigt wird. Dadurch ist es möglich, dass das Zeichen aus der sekundären Gruppe seinerseits mit Hilfe der Umschalttaste oder der Drittebenenwahltaste (Alt Gr) gewählt werden kann.
Gemäß der internationalen Norm ISO/IEC 9995-1:2009 sind bei Tastaturbelegungen mit einer sekundären Gruppe die Zeichen der primären Gruppe stets am linken Rand der Tastenfläche darzustellen und die Zeichen der sekundären Gruppe am rechten Rand.
Bei Tastaturbelegungen ohne sekundäre Gruppe (wie die deutsche Tastaturbelegung T1) werden allerdings die Zeichen der dritten Ebene der primären Gruppe (d. h. die mit Alt Gr eingegebenen Zeichen) rechts unten auf den Tastenoberflächen dargestellt. In diesem Fall (insbesondere beim Nachbeschriften einer deutschen T1-Tastatur zu einer E1-Tastatur) müssen die Zeichen der sekundären Gruppe in der rechten oberen Ecke der Tastenoberflächen hinzugefügt werden. Solange (wie bei der E1-Tastatur) hier die Kleinbuchstaben auch die zugehörigen (mit der Umschalttaste einzugebenden) Großbuchstaben symbolisieren können, ist dies zwar nicht konform zur genannten ISO-Norm, aber praktikabel (und hat wegen der dann größer möglichen Einzelzeichen auch ergonomische Vorteile). Deshalb standardisiert die aktuelle deutsche Tastaturnorm DIN 2137-01:2018-12 diese Anordnung ausdrücklich.

## „Extra-Wahltaste“ auf der deutschen Standardtastatur
Da die Gruppenumschaltung mit der in ISO/IEC 9995-2 empfohlenen Tastenkombination nicht mit den Tastaturtreibern in Microsoft Windows verträglich ist (Stand Dezember 2018), legt die aktuelle deutsche Tastaturnorm DIN 2137-01:2018-12 die Tastenkombination Alt Gr+f als Gruppenumschaltung fest. Die „F“-Taste wurde aus ergonomischen Gründen gewählt: sie liegt für Zehnfinger-Blindschreiber auf der günstigen Position des linken Zeigefingers in der Grundreihe und erlaubt es gleichzeitig, das große ẞ auf der g-Taste („g für groß“) zu positionieren und die Unterbuchstaben-Tottasten rechts davon in einer Folge zu belassen.
Die genannte Kombination wird als Extra-Wahltaste bezeichnet, die Gruppe der damit eingebbaren Zeichen als „Extra-Gruppe“ und die Zeichen dieser Gruppe als „Extra-Zeichen“. Es ist auch festgelegt, dass einige dieser Extra-Zeichen, die nur für spezielle Anwendergruppen wichtig sind, nicht auf den Tastenköpfen beschriftet werden, um das Erscheinungsbild der Tastatur für die Allgemeinheit nicht zu überfrachten.

Symbol für Extra-Wahltaste

Für die Extra-Wahltaste ist auch ein spezielles Symbol standardisiert, das auf der zusammen mit Alt Gr zu betätigenden Taste zu zeigen ist. Die Beschriftung „Ex“ ist die Abkürzung für „Extra“. Die Richtung des Pfeiles zeigt an, dass die in der oberen rechten Ecke der Tastenköpfe gezeigten Zeichen angesprochen werden. Die dickere Pfeilbasis weist darauf hin, dass die Funktionsweise eine andere ist als die ebenfalls durch einen mit Umrisslinie dargestellten Pfeil symbolisierte Umschalttastenfunktion (nämlich Betätigung vorab statt gleichzeitig). Außerdem wird empfohlen, dass sowohl die Extra-Zeichen selbst als auch das Extra-Wahltasten-Symbol einheitlich in einer anderen Farbe oder Graustufe als die übrigen Zeichen dargestellt werden.
So wird z. B. eingegeben:
- isländisches þ (Kleinbuchstabe): Alt Gr+f, danach t.
- isländisches Þ (Großbuchstabe): Alt Gr+f, danach ⇧ Umschalttaste+T.
- Langes s („ſ“): Alt Gr+f, danach s.